# Tenna Kraft

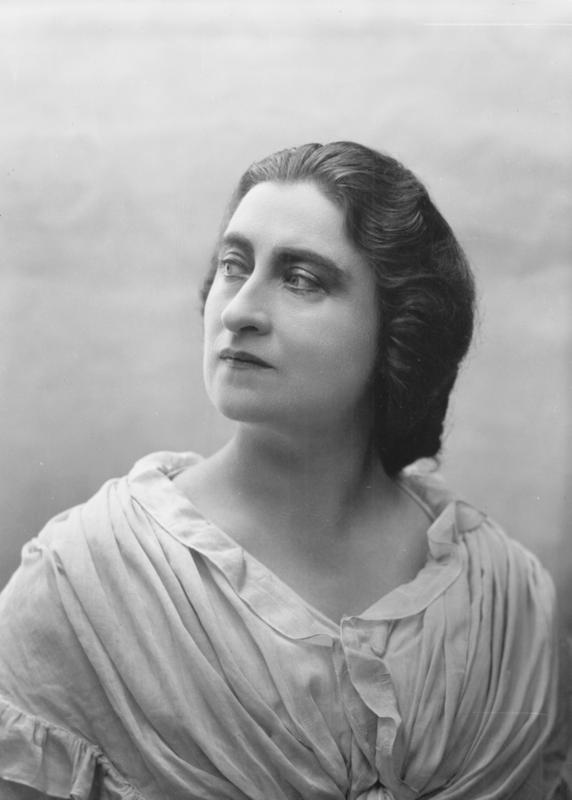
Tenna Kraft, 1921

Hortensia „Tenna“ Kristine Sofie Erogine Kraft, geborene Frederiksen (* 16. Mai 1885 in Kopenhagen; † 16. März 1954 ebenda) war eine dänische Opernsängerin (Sopran).

## Herkunft
Ihre Eltern waren der Malermeister Niels Christian Frederiksen (1859–1911) und seine Frau Sophie Frederikke Greisen (1859–1908). Im Elternhaus in Nørrebro wurde keine Musik gespielt, obwohl man ein Klavier besaß. Die Mutter hatte ein wenig gespielt, aber es war vergessen worden, so dass eine kleine Musik-Box im Hof die einzige musikalische Inspiration war, die Tenna Kraft als Kind bekam. In der Schule übertönte sie ihre Klassenkameraden mit ihrer großen Stimme und wurde deshalb aufgefordert, zu schweigen. Das Elternhaus war sicher, die Dinge waren in Ordnung. Aber als Tenna Kraft anfangen wollte zu singen, widersetzte sich der Vater. Ein Bekannter, der Opernsänger J.L. Nyrop, hatte die Ungewöhnlichkeit ihrer Stimme entdeckt und soll dem Mythos zufolge gesagt haben: „Sie hat ein Nugget im Hals, dieses Mädchen!“ Es war dann die Mutter, die von ihrem ersparten Geld den Unterricht bei Nyrop bezahlte. Nach Nyrops Tod bezahlten Wohltäter den Gesangsunterricht bei Osta Schottländer.

## Leben
Sie debütierte im Jahr 1906 als Elsa mit der romantischen Oper Lohengrin des deutschen Komponisten Richard Wagner unter ihrem Mädchennamen Tenna Frederiksen.
Als die führende lyrisch-dramatische Sopransängerin an dem Königlichen Theater (dänisch Det kongelige Teater) sang sie die Marguerite in der Oper Faust des deutschen Komponisten Louis Spohr (1784–1859), die Desdemona in der Oper Otello von Giuseppe Verdi und die Frau Ingeborg in der tragischen Oper „König und Marschall“ (dänisch Drot og Marsk) des dänischen Komponisten Peter Heise (1830–1879).
Besonders berühmt wurde sie 1926 durch die Titelrolle der Oper Leonora Christina von Siegfried Salomon (1885–1962) mit dem Lied Es gibt drei Eckpfeiler (dänisch Der er tre hjørnestene), das speziell für sie komponiert wurde. In den Wunschkonzerten des Radios war ihre Stimme immer wieder in der intensiven Interpretation dieses Liedes zu hören.
Nach ihrer Abschiedsvorstellung im Jahr 1939 wird sie auf einer Party mit 200 Gästen im Hotel d’Angleterre gefeiert, an der unter anderem der Premierminister Thorvald Stauning teilnahm.
Tenna Kraft heiratete am 9. April 1927 den Direktor der Firma Det danske Petroleumsselskab Frederik Wilhelm Kraft (* 5. Dezember 1879 in Kopenhagen; † 26. Oktober 1962 in Silkeborg), er war der Sohn von Oberleutnant und Buchhalter Frederik Wilhelm Kraft und seiner Frau Anna Cathrine Schmidt. Privat hat Tenna Kraft eine enge Freundschaft mit der Schauspielerin Bodil Ipsen (1889–1964).
Tenna Krafts Grab liegt auf dem Friedhof Vedbæk Kirkegård bei Kopenhagen.

## Auszeichnungen
- 1914 Ernennung zur königlichen Kammersängerin (dänisch Kongelig kammersanger)
- 1922 von König Christian X. von Dänemark mit der dänischen Verdienstmedaille Ingenio et arti ausgezeichnet.[4]
- 1932 Tagea Brandts Rejselegat (deutsch Tagea Brandts Reisestipendium)